# Estádio Olímpico de Nagano
O Estádio Olímpico de Nagano é um estádio de beisebol localizado em Nagano, no Japão, possui capacidade total para 35.000 pessoas, é a casa do time do Shinano Grandserows, foi o palco das cerimônias de abertura e de encerramento dos Jogos Olímpicos de Inverno de 1998.